# Control (film 2004)
Control è un film del 2004 diretto da Tim Hunter.

## Trama
Lee Ray Oliver, un condannato a morte pluriomicida, dalla personalità disturbata ed estremamente violento, con un passato difficile, si trova nel braccio della morte. Il giorno dell'esecuzione, quando ormai tutto è deciso, il suo destino cambia. Il Dott. Copeland, che partecipa ad un esperimento finanziato da una potente casa farmaceutica appoggiata dal Governo degli Stati uniti, sceglie Lee Ray per testare una sostanza capace di modificare il carattere di una persona ed il suo comportamento. Lee Ray deve scegliere tra l'esecuzione della condanna o partecipare all'esperimento, non avendo null'altro da perdere. Egli è il soggetto più adatto, ribelle e violento. L'esperimento dopo alcune difficoltà sembra riuscire, ma l'angosciante passato tornerà presto a fare visita a Lee Ray, il quale dovrà fare i conti con i tremendi delitti del passato e con la sua personalità labile.